# Ildefons Maria Dietz
Ildefons Maria Dietz OSA (* 2. Februar 1913 in Heidingsfeld als Friedrich Dietz; † 29. Februar 2000 in Münnerstadt) war ein römisch-katholischer Ordenspriester und Widerständler gegen das NS-Regime.

## Leben
Dietz trat 1932 in den Augustinerorden ein und wurde am 20. Februar 1937 zum Priester geweiht. Im gleichen Jahr kam er wegen seines Widerstandes gegen das NS-Regime in Gestapo-Haft, wurde aber schwer erkrankt wieder entlassen. Ab 1947 bis 1953 wirkte er an der Wallfahrtskirche in der Wies bei Freising. Danach war er in Würzburg als Vizepostulator für die Seligsprechungsprozesse der deutschen Augustiner tätig. Ab 1971 war er auch Wallfahrtsseelsorger in Walldürn. Nach einem Autounfall im Jahre 1989 und einem nachfolgenden Schlaganfall lebte Dietz in der Krankenabteilung des Augustinerklosters in Münnerstadt, wo er im Jahr 2000 verstarb.

## Werk
Sein umfangreiches theologisch-literarisches Werk beschäftigte sich neben Übersetzungen des Kirchenvaters Augustinus vor allem mit der Dülmener Augustiner-Mystikerin Anna Katharina Emmerick. Daneben hat sich Dietz auch mit mariologischen Fragen beschäftigt.